# Helfferich Glacier
Helfferich Glacier är en glaciär i Antarktis. Den ligger i Östantarktis. Nya Zeeland gör anspråk på området. Helfferich Glacier ligger 1 016 meter över havet.
Terrängen runt Helfferich Glacier är varierad, och sluttar österut.  Trakten är obefolkad. Det finns inga samhällen i närheten.